# Константин Јиречек
Константин Јозеф Јиречек (чеш. Konstantin Josef Jireček; Беч, 24. јул 1854 — Беч, 10. јануар 1918) био је чешки историчар и универзитетски професор. Свој рад је посветио изучавању до тада мало познате прошлости балканских држава и народа, нарочито Бугара и Срба.
За позив историчара, према породичној традицији Јиречека и Шафарика се определио и спремао још од ране младости. У науку га је увео Ђуро Даничић. Као гимназијалац и студент је објавио низ приказа из књижевности јужнословенских народа. У Прагу је студирао историју, географију и филологију. Докторском дисертацијом „Историја бугарског народа” (1876) стекао је светску славу.
Посебно га је занимало архивско истраживање. Изучавао је и прикупљао изворну грађу у далматинским архивима, нарочито Дубровника, на чије је богатство први скренуо пажњу, као и по Кнежевини Бугарској и Источној Румелији.
У периоду 1879—1884. унапредио је просветну политику у обновљеној Бугарској, обављајући више дужности у Министарству просвете те земље.
На Универзитету у Прагу радио је као доцент за географију и историју југоисточне Европе (1878—1879) и као професор опште историје, с посебним акцентом на историју Словена и историју Балкана (1884—1893). На Универзитету у Бечу, где је на иницијативу Ватрослава Јагића водио новоформирану катедру за словенску филологију и науку о старинама (1893—1918), између осталих, студенти су ми били познати српски историчари Јован Радонић, Станоје Станојевић и Владимир Ћоровић.
Његово животно дело „Историја Срба”, о политичкој и културној прошлости Срба до 1537, резултат вишедеценијских истраживања, започео је 1901, али због обавеза, болести и преране смрти није успео да заврши и обједини. На основу његових рукописа и архивских исписа, довршили су га и допунили Ватрослав Јагић и Јован Радонић.

## Порекло и образовање
Рођен је 24. јула 1854. у Бечу, од мајке Божене, ћерке великог слависте и зачетника српске књижевне историје Павла Јосифа Шафарика и оца Јосифа, историчара књижевности. Стриц Херменегилд му је био историчар права. Обе родитељске породице су поред широких научних интересовања биле и дубоких словенских осећања, посебно су их занимали Јужни Словени.
Још као дечак, због велике брзине размишљања и знања, важио је за „чудо од детета”. Основну школу и гимназију је завршио приватно. Као слабуњаво, једино мушко дете у породици, чуван и заклањан, у детињству је био усамљен, повучен у себе и окружен одраслима.
Још у раној младости се определио и спремао за будући позив. Није случајно веома рано показао интересовање за мало познату прошлост балканских народа и држава. У том правцу усмеравала га је породична традиција, а у науку га је увео Ђуро Даничић, чувени српски филолог, код кога је учио основну школу.
Као ђак старијих разреда гимназије објавио је низ приказа из књижевности јужнословенских народа, а 1872. је објавио „Библиографију модерне бугарске литературе (1806—1870)”, и ако је те године тек почео да студира.
На Универзитету у Прагу је студирао историју, географију и филологију (1872—1875). Професори на универзитету су имали слаб утицај на правац и начин његовог рада, јер је он на студије дошао као већ оформљена личност, са тачно одређеним планом рада. Током студија је израђивао прегледне реферате о делима из јужнословенске књижевности.
Као студент је издао „Типик светог Саве за манастир Студеницу” (1874). Исте године је посетио мајчиног брата од стрица Јанка Шафарика у Београду. Том приликом је обишао добар део Србије, на основу чега је идуће године објавио путопис, у листу „Osvĕta”, коме је остао веран сарадник. Након обиласка Србије, показао је веће интересовање за бугарску историју, која је до тада била мање проучавана од српске.
Са изненађењем и похвалама примљена му је докторска дисертација „Историја бугарског народа” (чеш. Dejini naroda bulhareskeho), објављена 1876, када је имао само 22 године. Исте године је дисертацију превео и објавио на немачком језику под насловом Geschichte der Bulgaren. Друго издање на руском језику је сам исправио и допунио. Историју бугарског народа је за српски језик приредио Милан Савић и објавио у листу „Застава”, крајем 1876. и почетком 1877, а наредне године и као засебну књигу под насловом „Историја бугарског народа до пропасти државе му”.
Обимном хабилитационом студијом „Војна цеста од Београда за Цариград и балкански кланци”, коју је израдио 1877. године, стекао је звање доцента за географију и историју југоисточне Европе Универзитета у Прагу. Предавања је почео да држи зимског семестра 1878/79, али није био задовољан атмосфером, због политичких полемика између Чеха и Немаца, као и око аутентичности Краледворског рукописа Јозефа Линда и Зеленогорског рукописа Вацлава Ханка, па су му путовања и студије у далматинским архивима била утеха.

## У Дубровачком архиву
У складу за захтевима предмета који је изучавао, Јиречек је наставио историјско-географска истраживања, али у његовом раду настала прекретница када је почео да изучава изворну грађу у архивима приморских градова, нарочито Дубровника. Први је скренуо пажњу на богаство Дубровачког архива. Поред проучавања одлука већа, писама и упутстава он је систематски исписивао грађу серија насталих из пословних односа. Студија из 1879. „Трговачки путеви и рудници Србије и Босне у средњем веку” била је први значајни плод рада у Дубровачком архиву. Једно од значајнијих открића у Дубровачком архиву био је уговор који је Стефан Првовенчани склопио с Дубровником (1215—1219). Грађа из архива послужила му је и за исцрпну расправу „Српски цар Урош, краљ Вукашин и Дубровчани”, којом је непосредно допринео победи критичког правца у српској историографији.

## Рад у Бугарској
Рад на Универзитету у Прагу прекинуо је одласком у Бугарску, где је на иницијативу Марина Дринова позван да помогне у постављању темеља просветне политике земље. Постављен је за генералног секретара Министарства просвете (1879—1881), затим министра просвете (1881—1882) и председника Просветног савета до 1884.
Мада је касније свој живот и рад у Бугарској сматрао изгубљеним временом, ипак је успео да прошири своја знања о Балканском полуострву, која су му користила у даљем научном раду. Осим тога, својим радом је допринео подизању бугарске просвете, посебно подизањем и отварањем основних и средњих школа, по плановима које је он израдио.
Мада је дошло до кратког застоја у његовим архивским истраживањима, за време годишњих одмора је путовао по Кнежевини Бугарској и Источној Румелији, проучавао старине и прикупљао грађу. Из овог доба је његов дневник који данас има изворну вредност. Изворну вредност имају и његови путописи Cesty po Bulharsku (1888).
Бојећи се да ће потпуно запустити архивски рад, јер је изгубио везу са друштвеним и научним животом у Европи, а осећајући се нелагодно и због става Бугара према странцима у државној служби, али и због политичке несигурности, посебно због сукоба око Источне Румелије, одлучио је да напусти Бугарску.

## Професор у Прагу и Бечу
Универзитетску каријеру наставио је 1884. у Прагу, као професор за општу историју, с посебним акцентом на историју Словена и историју Балкана. Међутим, поново се није добро осећао на овом месту, посебно због расправа око Краледворског, Зеленогорског рукописа, где су велики ударци падали управо по његовом оцу, који је 1888. умро. Није био задовољан ни ђацима, који нису показивали интересовање за његова предавања из историје, па је утеху налазио у кабинетским истраживањима и путовањима, те обрађивању и објављивању радова на основу грађе коју је донео из Бугарској, а затим се вратио испитивању западног Балкана, те историји Срба и Дубровника. 
На позив Ватрослава Јагића је прешао на Универзитету у Бечу, где је прихватио новоформирану катедру за словенску филологију и науку о старинама, Предавања је почео да држи од летњег семестра 1893. Код њега су се школовали познати историчари Јован Радонић, Станоје Станојевић и Владимир Ћоровић.

## Даљи научни рад
Јиречеку је, међутим, више одговарао истраживачки и архивски рад. У Дубровачком архиву систематски је сакупљао грађу за околне земље, али се одужио и овом граду. Писао је о дубровачкој књижевности, дубровачкој канцеларији, границама, а крцата подацима је и његова академска беседа „Важност Дубровника у трговачкој историји средњег века” (1899). Истраживањем у архивама приморских градова приредио је и збирку докумената под називом „Споменици српски” (1890), којом је допунио издања Франца Миклошича и Меде Пуцића. Појава другог издања Душановог законика које је приредио Стојан Новаковић подстакла је Јиречека да напише студију Das Gesetzbuch des serbischen Caren Stefan Dušan (1900).
Велике серије Дубровачког архива су после пада Дубровачке републике под аустријску власт пренете у државни архив у Бечу. На његов предлог, већи део грађе је 1895. враћен у Дубровник.
Из овог свакако најплоднијег периода његовог стваралаштва издвајају се дела о даљој прошлости Балкана: Хришћански елемент у топографској номенклатури балканских земаља и Романи у градовима Далмације током средњег века. У време стварања албанске државе објавио је неколико радова о градовима Драчу, Скадру и Валони, а у прегледу „Албанија у прошлости” (1914) обрадио је период турске власти на тој територији. Заједно са Миланом Шуфлајем и Лајошем Талоцијем приредио је издање Acta et diplomata res Albaniae mediae aetatis illustrantia I–II издато 1913.

## Историја Срба
Дугогодишњи рад и разноврсне студије омогућиле су Јиречеку да синтетички обради даљу прошлост Срба. Прихватајући 1901. позив да за колекцију „Општа историја држава” напише „Историју Срба”, Јиречек је добио прилику да заокружи свој вишедеценијски рад и животно дело. Прва књига, која описује период до Маричке битке појавила се тек 1911.
Другу књигу, период до 1537. није успео да доврши. Упоредо на делу „Историја Срба”, радио је на делу „Држава и друштво у средњовековној Србији”. Због многобројних обавеза, болести и преране смрти, ни овај подухват није успео да приведе крају. На основу његових рукописа и архивских исписа, оба дела су завршили Ватрослав Јагић и Јован Радонић. „Историју Срба” је одмах превео Јован Радонић, уз неколико мањих допуна и исправки у односу на немачки оригинал.
Друго издање (1952) Јован Радонић је допунио новијом библиографијом. И у каснијим многобројним издањима уношене су извесне преправке и поправке.
Овим делом Јиречек је допринео победи критичке школе у српској историјској науци. Због скученог простора на који га је обавезао издавач, Јиречек се мимо своје жеље претежно ограничио на политичку историју. Зато је у делу „Држава и друштво у средњовековној Србији” писао о привреди, друштву и унутрашњем уређењу. Због нагомиланих обавеза и болести рад на овим делима се одужио. Прва књига историје Срба појавила се 1911. а прва књига Државе и друштва у средњовековној Србији у издању Бечке академије наука 1912. године. Смрт је спречила Јиречека да заврши рад на овим синтезама. Дело „Историја Срба” довео је до 1537. године, а дело „Држава и друштво у средњовековној Србији” до 1459. године, иако је хтео да обради српску прошлост све до новијих времена.
Као најбољи познавалац средњовековне прошлости балканских народа, Јиречек је српску историју ставио у контекст међународних збивања. Сви балкански народи и државе добили су одговарајући простор у „Историји Срба”.
За преломне тренутке српске прошлости узео је Маричку битку (1371) и смрт Павла Бакића (1537), последњег српског титуларног деспота у јужној Угарској. Маричку битку као преломну тачку није прихватио Владимир Ћоровић, али је она опште прихваћена у савременој историографији. Маричком битком завршава се први том „Историје српског народа ”у издању Српске књижевне задруге. Смрт Павла Бакића је хронолошка одредница формалне а не суштинске природе, чак када се узме у обзир да је након пада Будима 1541. територија српске државе остала век и по у дубокој унутрашњости европског дела Османског царства.
Јован Радонић је 1952. приредио друго издање поделивши историју Срба на две књиге: политичку историју до 1537. и културну историју до исте године. Према томе, као друга књига „Историје Срба” објављено је дело „Држава и друштво у средњовековној Србији”. Радонићеве допуне означене су угластим заградама.
„Историја Срба” се састоји од пет већих целина:
- Предсловенско доба;
- Словени насељавају Илирик;
- Срби у ранијем Средњем веку;
- Србија велика сила на Балкану полуострву под потомцима Стефана Немање;
- Средњовековна Србија у борби против Турака (1371—1459).

У другом синтетичком делу „Држава и друштво у средњовековној Србији” не држи се хронолошке, већ тематске поделе:
- Период Немањића (1171—1371)
- Унутрашње прилике у доба деспота око 1389—1459.

Превод Јована Радонића има изворну вредност оригинала. По одобрењу Јиречека Радонић је књигу преводио у току штампања са тек отиснутих табака. Јиречек је не само прегледао српски превод, него га је и поредио реченицу по реченицу са оригиналом.
У предговору „Историје Срба” Јиречек истиче неколико сазнања. Од досељења Срби су били и остали знатан народ на Балканском полуострву. Њихова прошлост повезана је са Византијом и Османлијама. Као верне присталице православне цркве и њен најистуренији део на северозападу, Срби су се граничили са римском црквом и патаренском сектом у Босни. Пропаст српске државе имао је за последицу и етничке промене. Сеобе на север и северозапад знатно су ослабиле српски елемент у унутрашњости полуострва, у данашњој Старој Србији.

## Критике дела Историја Срба
По мишљењу Стојана Новаковића и Николе Радојчића Јиречек није груписао градиво око кључних збивања, јер је аутору недостајала је развојна нит, идеја водиља.
Подстакнут Јиричековим делом, Стојан Новаковић сакупио читав низ својих рефлексија о српској средњовековној прошлости у засебној расправи „Неколико тежих питања српске историје” (фр. Les problèmes serbes) (1913) у којој је исказао другачије виђење наше прошлости. То је у основи позитивна критика „Историје Срба”, али она открива различит приступ двојице најпознатијих истраживача српске прошлости. Анализирајући политичку историју Срба у средњем веку и покушавајући да одговори на питање због чега Срби и Хрвати нису покушали да формирају чвршћу народну заједницу, констатујући да никада није постојало јединство културе, ни религије, која није била јединствена од средњег века, поручујући да је неопходно разумети грешке из прошлости, те да се треба окренути будућности и следити позитивне примере великих народа и цивилизација.
Никола Радојчић је о овом делу написао:
Бреме констатованих чињеница притискује његово историјско разлагање, јер оне нису распоређене и класифициране основним схватањем читаве серије догађаја и целокупног развоја.
Главни недостатак по њему је био Јиречеков неодлучан став у погледу отворених историјских питања, остављајући читаоцу да о спорним питањима размишља како хоће. Код страних критичара, међутим, дело није имало замерки, јер су у њему по први пут имали прилике да се из поузданих извора обавесте о историји Срба, посебно с обзиром на то да су дотадашњи извори о економском стању средњовековне Србије били нетачни.
Раде Михаљчић истиче да Јиречек надмоћно владао чињеницама, али и да се у синтези није могао ослободити појединости. „Историју Срба” одликује складан распоред материје у оквиру мањих хронолошких или тематских целина и богатство обавештења на малом простору. Настало из пера изразитог представника позитивног у науци, ово дело се и данас прима се великим респектом.
У интервјуу датом Вечерњим новостима у децембру 2013. године византолог Влада Станковић је изјавио следеће: „Мада у своје време изузетан научник, део чешке и словенске духовне елите, Јиречек је такође био један од службеника лојалних Аустроугарској монархији. Његове књиге о историји бугарског, а затим српског народа су имале и политички циљ, да упознају доносиоце важних политичких одлука у Бечу, са тим народима, како би се у хегемонистичком смислу могли према њима поставити на прави начин. ’Историја Срба’ је објављена најпре немачком језику, у време када је Аустроугарска имала велике перспективе према Балкану и Србији, са отвореним питањем Срба, као „проблематичног” народа, који је живео на ширем простору те империје, а који још увек није написао, ни схватио сопствену историју, због чега није могао да формулише јасну политику. Ово његово дело је још увек главни важећи уџбеник за српску националну историју средњег века, с обзиром да домаћу савремено писану историју до сада нико није написао. Станоје Станојевић, Стојан Новаковић и Владимир Ћоровић су последњи покушали да заокруже историју Срба.”

## Признања
Изабран је за члана Бечке академије 31. маја 1899. У приступној беседи Die Bedeutung von Ragusa in der HaIidelsgesehiehte des Mittelalters представио је суштину својих знања о Дубровнику, његовој прошлости и повезаности са Византијом и Млетачком републиком.
Био је почасни члан Матице српске, дописни члан Српског ученог друштва од 18/30. јуна 1878, почасни члан Српске краљевске академије (СУД) од 15/27. новембра 1892 и дописник Академије друштвених наука, од 25. јануара/6. фебруара 1894.
Био је сарадник „Гласника” Земаљског музеја у Сарајеву и „Гласника” СУД.

## Дела
Аутор је многобројних дела о историји јужнословенских народа:
- „Библиографија модерне бугарске књижевности (1806—1870)” (буг. Книгопис на новобългарската книжнина 1806–1870) (1872);
- „Историја бугарског народа” (чеш. Dějiny národa bulharského) (1876);
- Jireček, Constantin (1879). Die Handelsstraßen und Bergwerke von Serbien und Bosnien während des Mittelalters: Historisch-geographische Studien. Prag: Königlich-Böhmische Gesellschaft der Wissenschaften.
- „Путовања кроз Бугарску” (чеш. Cesty po Bulharsku) (1888);
- „Кнежевина Бугарска” (1891);
- „Хришћански елемент у топографској номенклатури балканских земаља” (1897);
- „Војна цеста од Београда за Цариград и балкански кланци” (1897);
- „Важност Дубровника у трговачкој историји средњег века” (1899);
- „Законик српског цара Стефана Душана” (1899);
- Jireček, Constantin (1901). Die Romanen in den Städten Dalmatiens während des Mittelalters. 1. Wien: Kaiserliche Akademie der Wissenschaften.
- Jireček, Constantin (1903). Die Romanen in den Städten Dalmatiens während des Mittelalters. 2. Wien: Kaiserliche Akademie der Wissenschaften.
- Jireček, Constantin (1904). Die Romanen in den Städten Dalmatiens während des Mittelalters. 3. Wien: Kaiserliche Akademie der Wissenschaften.
- „Књига статуа града Дуборвника 1272” (лат. Liber statutorum civitatis Ragusii compositus anno 1272) (1904), у сарадњи с Валтазаром Богишићем;
- Jireček, Constantin (1911). Geschichte der Serben. 1. Gotha: Perthes.
- Jireček, Constantin (1918). Geschichte der Serben. 2. Gotha: Perthes.
- „Држава и друштво у средњовековној Србији” (1912—1919);
- Thallóczy, Ludovicus; Jireček, Constantinus; Sufflay, Emilianus, ур. (1913). Acta et diplomata res Albaniae mediae aetatis illustrantia. 1. Vindobonae: Typis Adolphi Holzhausen.
- Jireček, Konstantin (1916). „Skutari und sein Gebiet im Mittelalter” (PDF). Illyrisch-Albanische Forschungen. 1: 94—151.
- Thallóczy, Ludovicus; Jireček, Constantinus; Sufflay, Emilianus, ур. (1918). Acta et diplomata res Albaniae mediae aetatis illustrantia. 2. Vindobonae: Typis Adolphi Holzhausen.
- Jireček, Konstantin (1951). Trgovački drumovi i rudnici Srbije i Bosne u srednjem vijeku. Sarajevo: Svjetlost.
- Јиречек, Константин (1952). Историја Срба. 1 (2. изд.). Београд: Научна књига.
- Јиречек, Константин (1952). Историја Срба. 2 (2. изд.). Београд: Научна књига.
- Јиречек, Константин (1962). Романи у градовима Далмације током средњега века. Београд: Научно дело.

## Напомена
1. ↑  Већи део грађе из Дубровачког архива је затим 1915. пребачена у Грац, а на основу споразума Владе Републике Аустрије и Краљевине СХС из 1920. је поново враћен у Дубровник.[10]